# Шайбах
22°35′00″ пн. ш. 54°05′00″ сх. д. / 22.583333333333° пн. ш. 54.083333333333° сх. д.
Шайбах — супергігантське нафтогазове родовище у Саудівській Аравії, розташоване на сході країни неподалік від кордону з Об'єднаними Арабськими Еміратами, за вісім сотень кілометрів від Дахрану.

## Характеристика
Запаси родовища, відкритого у 1968 році, пов'язані з відкладеннями карбонатної формації  Shu'aiba. Вона відноситься до Аптського ярусу (нижній крейдовий період) та сформувалась в умовах внутрішньошельфого басейну, відокремленого вузьким карбонатним бар'єром від океану Неотетіс. Формація залягає на глибині 1,5 км та має товщину до 120 метрів. Родовище займає антиклінальну структуру, витягнуту на 60 км із шириною 12 км. 
Запаси родовища, що має потужну газову шапку, оцінюються у 13,6 млрд барелів нафти та біля 700 млрд м3 газу.

## Розробка
Віддалене від основної нафтовидобувної провінції країни на кілька сотень кілометрів, Шайбах було введене в експлуатацію лише через три десятки років після відкриття. У 1998 році тут запустили два комплекси підготовки нафти (GOSP, gas oil separation plant), кожний потужністю по 250 тисяч барелів на добу. В межах робіт з облаштування перемістили 13 млн м3 піску (район родовища покритий великими дюнами), проклали 386 км доріг та спорудили власний аеропорт. Для вивозу продукції знадобився нафтопровід довжиною 645 км. Роботу промислів забезпечує власна теплоелектростанція, потужність якої в середині 2010-х перевищила 1,5 ГВт.
У 2009-му запустили GOSP-3, а в 2016-му став до ладу четвертий комплекс підготовки. Оскільки вони мали таку ж потужність, як і перші два, на Шайбах стало можливим видобувати 1 млн барелів нафти на добу.
На початку 2010-х також узялись за реалізацію проекту по вилученню з попутного газу гомологів метану, які є цінною сировиною для нафтохімічної промисловості, для чого в 2015-му ввели в дію газопереробний завод Шайбах.